# PGC 43323
LEDA/PGC 43323 ist eine Spiralgalaxie vom Hubble-Typ Sc im Sternbild Zentaur am Südsternhimmel, die schätzungsweise 147 Millionen Lichtjahre von der Milchstraße entfernt ist. Gemeinsam mit NGC 4696 bildet sie ein optisches (?) Galaxienpaar und gilt als Mitglied der zehn Galaxien zählenden ESO 323-027-Gruppe (LGG 308). 